# Andrzej Borówka
Andrzej Zdzisław Borówka (ur. 1945 w Poznaniu) – polski lekarz, profesor doktor habilitowany nauk medycznych, specjalista w zakresie chirurgii ogólnej i urologii.

## Życiorys
Absolwent VI Liceum Ogólnokształcącego im. Tadeusza Reytana w Warszawie (1963) i studiów medycznych w Akademii Medycznej w Warszawie (dyplom lekarza, 1969). Lekarz specjalista chirurgii ogólnej (1975) i urologii (1978). W 1979 uzyskał stopień naukowy doktora nauk medycznych w Centrum Medycznym Kształcenia Podyplomowego, a w 1982 habilitował się tamże. 26 stycznia 1989 otrzymał tytuł profesora nauk medycznych.
Od 1997 kierownik Kliniki Urologii Centrum Medycznego Kształcenia Podyplomowego, w którym objął stanowisko profesora zwyczajnego. Członek honorowy Polskiego Towarzystwa Urologicznego (w latach 2000–2008 jego prezes). Członek Towarzystwa Naukowego Warszawskiego, Polskiego Towarzystwa Ultrasonograficznego, Towarzystwa Chirurgów Polskich, Polskiego Towarzystwa Chirurgii Onkologicznej, Polskiego Towarzystwa Urologii Dziecięcej oraz Czeskiego Towarzystwa Urologicznego. W latach 1992–2011 konsultant krajowy w dziedzinie urologii. W latach 2000–2008 redaktor naczelny „Przeglądu Urologicznego”. W 2015 przeszedł na emeryturę, lecz pozostał czynny zawodowo.
W 2011 został odznaczony Złotym Krzyżem Zasługi, a w 2013 uhonorowany odznaczeniem „Laudabilis” przyznanym przez Okręgową Izbę Lekarską w Warszawie.